# Rocky II
Rocky II är en amerikansk dramafilm som hade biopremiär i USA den 15 juni 1979, regisserad och skriven av Sylvester Stallone.

## Handling
Efter matchen mot Apollo Creed tar Rocky det lugnt och njuter av sitt äktenskap med Adrian som sedermera blir gravid. Trots att han förlorade matchen mår han ändå bra, men Apollo mår inte lika bra. Trots att Apollo vunnit menar många att han inte var värd sin seger. Apollo utmanar därför Rocky i en returmatch. Rocky tvekar men går med på det trots att Adrian uppmanar honom att avstå. Men Rocky ser liksom sin tränare Mickey matchen som en stor revansch.

## Om filmen
Uppföljaren till första Rocky-filmen. Rocky II regisserades av Sylvester Stallone, som även skrev manuset till den, som han har gjort till alla Rocky-filmerna.

## Budskap
Filmen Rocky II har liksom de flesta av alla filmer ett budskap. Budskapet är att alla kan lyckas bli stora om de vill, hur okända de än är. Det är precis det som händer Rocky Balboa.

## Rollista (urval)
| Sylvester Stallone | – Rocky Balboa    |
| Talia Shire        | – Adrian          |
| Carl Weathers      | – Apollo Creed    |
| Burt Young         | – Paulie          |
| Burgess Meredith   | – Mickey Goldmill |
| Joe Spinell        | – Tony Gazzo      |
| Tony Burton        | – Duke            |
| Sylvia Meals       | – Mary Anne Creed |
| Paul Micale        | – Fader Carmine   |

### Fotnoter
1. ↑  ”Rocky II” (på engelska). Box Office Mojo. 15 juni 1979. http://www.boxofficemojo.com/movies/?id=rocky2.htm. Läst 5 september 2016.